# Bernardino de Távora de Sousa Tavares
Bernardino de Távora de Sousa Tavares ou também Bernardino de Souza Freire foi um administrador colonial português que exerceu o cargo de Governador e de Capitão-General na Capitania-Geral do Reino de Angola entre 1701 e 1702, tendo sido antecedido por Luís César de Meneses e sucedido por Lourenço de Almada.
Foi casado com Maria de Souza Freire, sua prima, e filha de filha de Alexandre de Souza Freire, Governador-Geral do Brasil (1667-1671). Deste casamento, um dos filhos, Alexandre de Sousa Freire, foi governador colonial da Capitania do Maranhão (1728-1732).